# Калонери
Калонери (грч. Καλονέρι) је насељено место у општини Горуша у периферији Западна Македонија, Грчка. Према попису из 2021. године било је 403 становника.
Према бугарском географу и историчару, Василу Канчову, у Калонерију је 1900. године живело 250 Грка муслимана (Валахади) и 150 Грка хришћана. Калонери се налази у области Населица, која је некада била насељена словенским становништвом које је касније хеленизовано. Године 1923. муслиманско становништво је принудно исељено у Турску а на њихово место је насељено 129 грчких избегличких породица, укупно 504 особа. На попису из 1928. године Калонери су имали 621 становника. Село се раније звало Враништа.